# Гобсон, Джон Аткинсон
Джон Аткинсон Го́бсон (англ. John Atkinson Hobson; 6 июля 1858, Дерби — 1 апреля 1940, Лондон) — британский экономист.

## Биография
Джон родился 6 июля 1858 года в английском городе Дерби, вторым сыном в семье, старший брат — будущий математик Эрнест (1856—1933). Отец Уильям Гобсон владел местной газетой Либеральной партии. Мать — Жозефина Аткинсон. Братья Гобсон получили средней образование в школе Дерби.
В 1876—1880 годах учился в Линкольн-колледже при Оксфордском университете.
В 1880—1882 годах был учителем в средней школе города Фавершам, затем в 1882—1887 годах в средней школе города Эксетер, где познакомился со своей будущей женой Флоренцией Эдгар.
В 1887—1897 читал курс политической экономии в Оксфордском университете и в Лондонской школе экономики, но после публикации первой книги «Физиология промышленности: разоблачение определенных заблуждений в существующих экономических теориях», написанной в 1889 году совместно с бизнесменом А. Ф. Маммери, был отлучён от преподавания и публикаций в академических журналах по экономике навсегда.
В 1890—1895 годах состоял членом в Лондонском этическом обществе, которое покинул, чтобы вступить в более радикальное Этическое общество Южного места и стал основателем клуба радикальных интеллектуалов Радужный круг.
В 1899 году в качестве штатного журналиста газеты The Guardian посещает Южную Африку, после чего выходит ряд статей в газете о ситуации в стране, а в 1900 году публикует книгу «Война в Южной Африке».
В начале 1900-х годов Гобсон и его друг Леонард Хобхаус стремились пропитать Либеральную партию, интеллектуальными лидерами которой они были, экономической теорией, оправдывающей отказ от классических методов laissez faire в пользу политики перераспределения доходов, направленной на усиление социальной справедливости. В вопросах внешней торговли Гобсон защищал свободную торговлю и во время Первой мировой войны вышел из Либеральной партии, когда решил, что она предала дело свободной торговли.
В 1919 вступил в Независимую лейбористскую партию. В 1938 опубликовал автобиографию «Confessions of an Economic Heretic» («Исповедь экономического еретика»).
Гобсон был стеснительным человеком, обладал болезненным видом, имел дефект речи, мешавший читать лекции. Немногочисленные сохранившиеся детали его биографии свидетельствуют, что Гобсон был создан для уединённого существования в престижном учебном заведении, однако его инакомыслие сделало его изгоем в академическом мире.
Гобсон умер 1 апреля 1940 года.

## Основной вклад в науку
Хотя Гобсон не симпатизировал ни марксистам, ни их целям, его анализ влияния экономических факторов на политику был близок к марксистскому и оказал решающее влияние на работу В. И. Ленина «Империализм как высшая стадия капитализма» (1916). По словам Ленина Гобсон в своей работе «Империализм» 1902 года дал обстоятельное описание основных экономических и политических особенностей империализма. Фактический материал и отдельные выводы Гобсона были использованы Лениным в книге «Империализм, как высшая стадия капитализма». В отличие от Ленина Гобсон отрицал, что империализм является структурной потребностью экономики метрополии, считал возможной и необходимой политику перераспределительного налогообложения, которая бы урезала избыточные сбережения высших слоёв в пользу потребления нижних слоёв, что стимулировало бы отечественный спрос.
В 1936 году Кейнс отметил в своей книге «Общая теория занятости, процента и денег», что работа Гобсона «Физиология промышленности: разоблачение определенных заблуждений в существующих экономических теориях» предвосхитила его собственную теорию о том, что общество может при определенных обстоятельствах сберегать слишком большую часть своего дохода, и тогда экономность несёт отрицательный эффект. Однако Кейнс отдавал предпочтение политике общественных работ как средству увеличения инвестиций, в то время как Гобсон проявлял больше интереса к перераспределению как способу стимулирования потребления.
Гобсон — представитель теории недопотребления, и в своей работе «Индустриальная система: исследование заработанного и незаработанного дохода» 1909 года осуждает теорию предельной производительности, заменяя её концепцией «непроизводительного излишка», избыточного для того, чтобы поддерживать рабочую силу и обеспечивать улучшения и рост человеческого и физического капитала. Гобсон предлагает использовать налоговую систему, чтобы забирать и перераспределять этот излишек.